# Maria Crocifissa Curcio
Maria Crocifissa Curcio, al secolo Rosa (Ispica, 30 gennaio 1877 – Santa Marinella, 4 luglio 1957), è stata una religiosa italiana, fondatrice della congregazione delle Carmelitane Missionarie di Santa Teresa del Bambin Gesù (Ordine del Carmelo).
Il 13 novembre 2005 è stata beatificata da papa Benedetto XVI; la data della sua memoria liturgica è il 4 luglio.